# Otostigmus amazonae
Otostigmus amazonae är en mångfotingart som beskrevs av Chamberlin 1914. Otostigmus amazonae ingår i släktet Otostigmus och familjen Scolopendridae.
Artens utbredningsområde är Peru. Inga underarter finns listade i Catalogue of Life.